# Équipe du Paraguay féminine de basket-ball
Maillots
L’équipe du Paraguay de basket-ball féminin est la sélection des meilleures joueuses paraguayennes de basket-ball.

## Parcours en compétitions internationales

### Parcours en Championnat du monde
Voici le parcours de l’équipe du Paraguay en Championnat du monde :
- 1953 :  5e
- 1957 :  6e
- 1964 :  12e

### Parcours en Championnat des Amériques
Voici le parcours de l’équipe du Paraguay en Championnat des Amériques :
- 2011 :  9e

### Parcours en Championnat d'Amérique du Sud
Voici le parcours de l’équipe du Paraguay en Championnat d'Amérique du Sud :
- 1952 :   1er
- 1956 :   2e
- 1958 :   3e
- 1962 :   1er
- 1965 :   2e
- 1972 :   3e